# Forêts mixtes du bassin du Pô
Localisation
Les forêts mixtes du bassin du Pô sont une écorégion terrestre définie par le WWF, appartenant au biome des forêts tempérées décidues et mixtes de l'écozone paléarctique en Italie du Nord, débordant légèrement sur la Suisse. Dans une région densément peuplée, urbanisée et industrialisée, les espaces naturels ne forment plus que des bandes étroites et discontinues de forêt riveraine et zone humide.

## Situation
Le bassin du Pô couvre la plus grande partie de l'Italie du Nord, de Turin à l'Adriatique, recoupant les régions italiennes de Piémont, Lombardie,  Émilie-Romagne, province autonome de Trente, Vénétie, Frioul-Vénétie Julienne, ainsi qu'une petite partie du canton suisse du Tessin. Il est borné au nord par les Alpes, au sud par les Apennins, à l'est par le littoral adriatique. Il est traversé par le Pô, le plus long des fleuves d'Italie, et ses affluents. Le climat forme une zone de transition : méditerranéen au sud, continental au nord avec une influence alpine. Les précipitations varient entre 500 et 1 000 mm par an.
Cette écorégion est bordée au nord par les forêts de conifères et mixtes des Alpes, à l'est par les forêts mixtes des Alpes dinariques et les forêts illyriennes décidues, au sud par les forêts sclérophylles et semi-décidues italiennes.

## Flore
Avant la mise en culture de cette région, la végétation du bassin du Pô consistait en forêts de chêne pédonculé, chêne chevelu, charme commun, ormeau et frêne à fleur. Les forêts riveraines, tourbières et marais occupent les zones inondables à moins de 100 m d'altitude, avec une végétation spécifique. Les callunes poussent sur les affleurements et les pentes rocheuses, plusieurs espèces de plantes sclérophylles, comme le chêne vert et le pin parasol, sur les dunes et zones basses du delta du Pô. 
La flore des zones humides comprend des espèces typiques comme la nivéole d'été, le nénuphar blanc, la fougère des marais, la sagittaire, l'utriculaire et plusieurs espèces d'orchidées.
Le Robinia pseudoacacia, originaire d'Amérique du Nord et de diffusion récente, est généralement considéré comme une espèce envahissante.  
Depuis le Moyen Âge, plus de 90% de la surface du bassin a été plantée en riz, céréales, herbages, arbres fruitiers et peupliers. 
Principales espèces en forêt mixte :
- Quercus robur
- Quercus cerris
- Carpinus betulus
- Ulmus minor
- Fraxinus ornus

Principales espèces en forêt riveraine :
- Fraxinus angustifolia
- Salix alba
- Alnus glutinosa
- Ulmus minor
- Populus alba
- Populus nigra
- Quercus robur

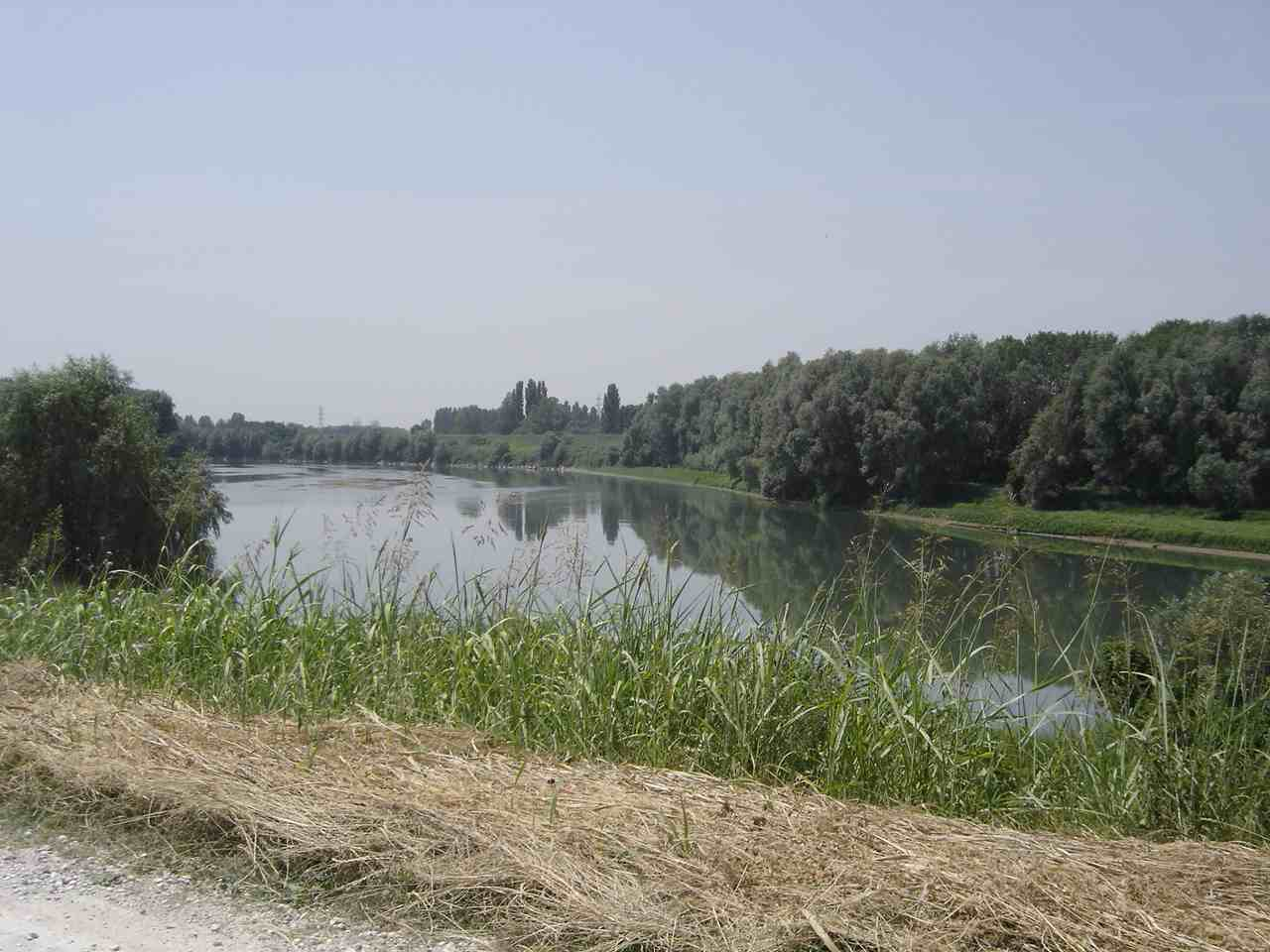
L'Adige près de Bonavigo, province de Vérone, en 2005.

Principales espèces de plantes aquatiques :

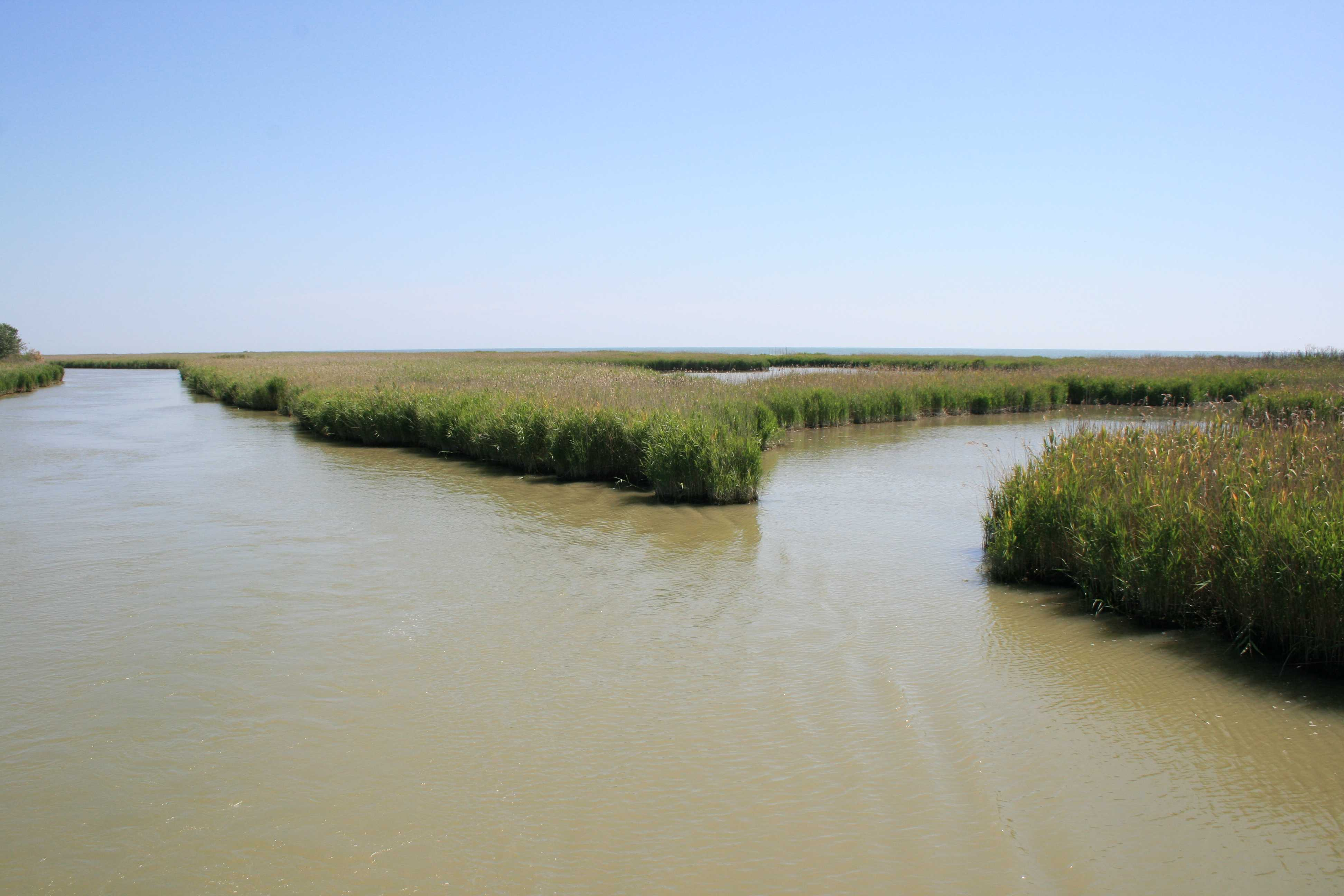
Le delta du Pô en mai 2007.

- Leucojum aestivum
- Halocnemum strobilaceum
- Nymphaea alba
- Spirobassia hirsuta
- Limonium bellidifolium
- Utricularia australis
- Thelypteris palustris
- Salvinia natans
- Sagittaria sagittifolia
- Plantago cornuti

Paysages du bassin du Pô
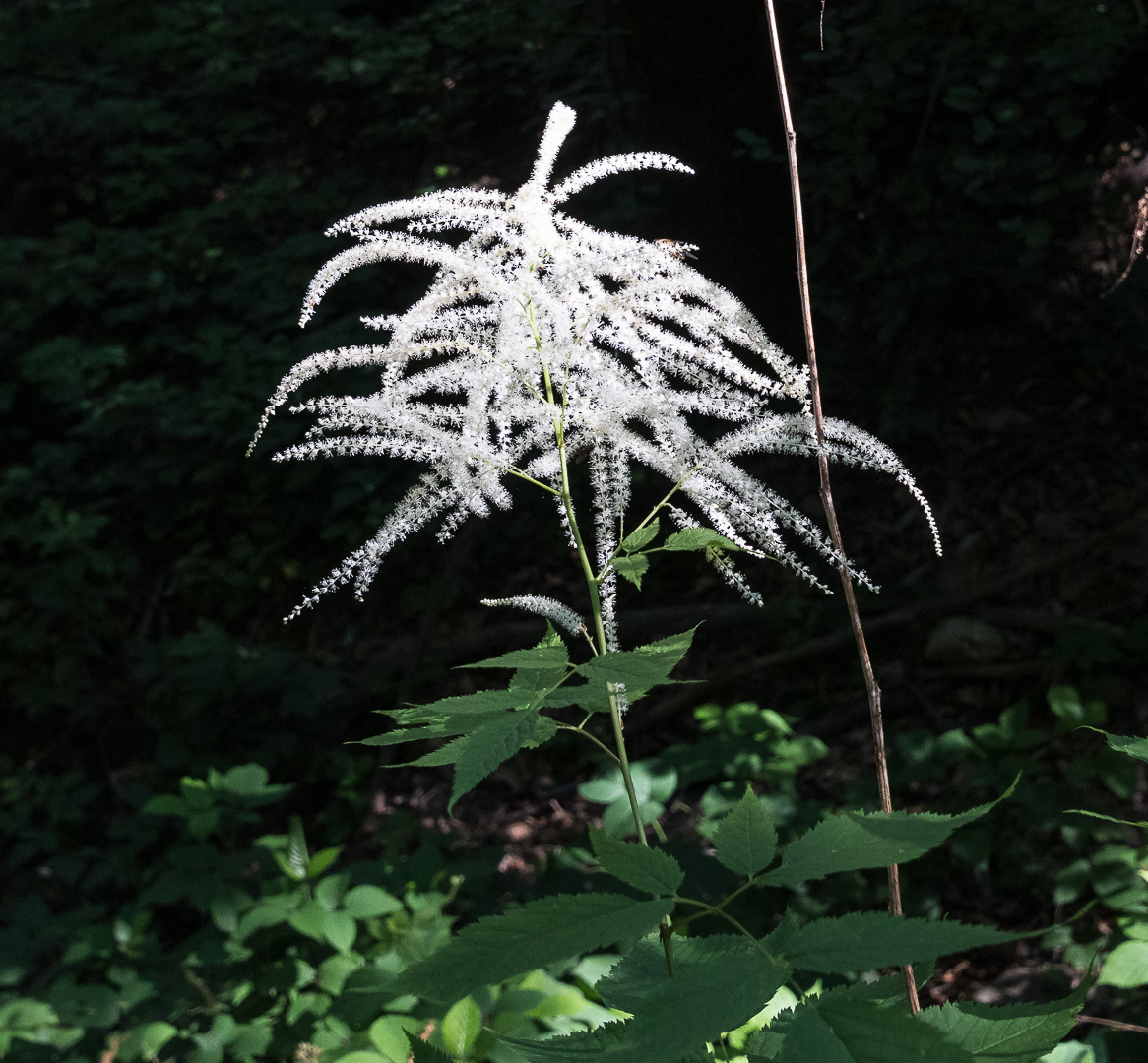
Réserve naturelle de Bosco del Vaj dans la province de Turin en juin 2020.
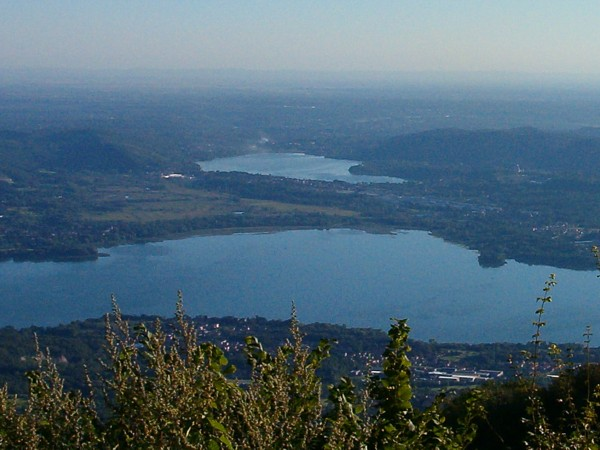
Le lac de Varese en août 2004.
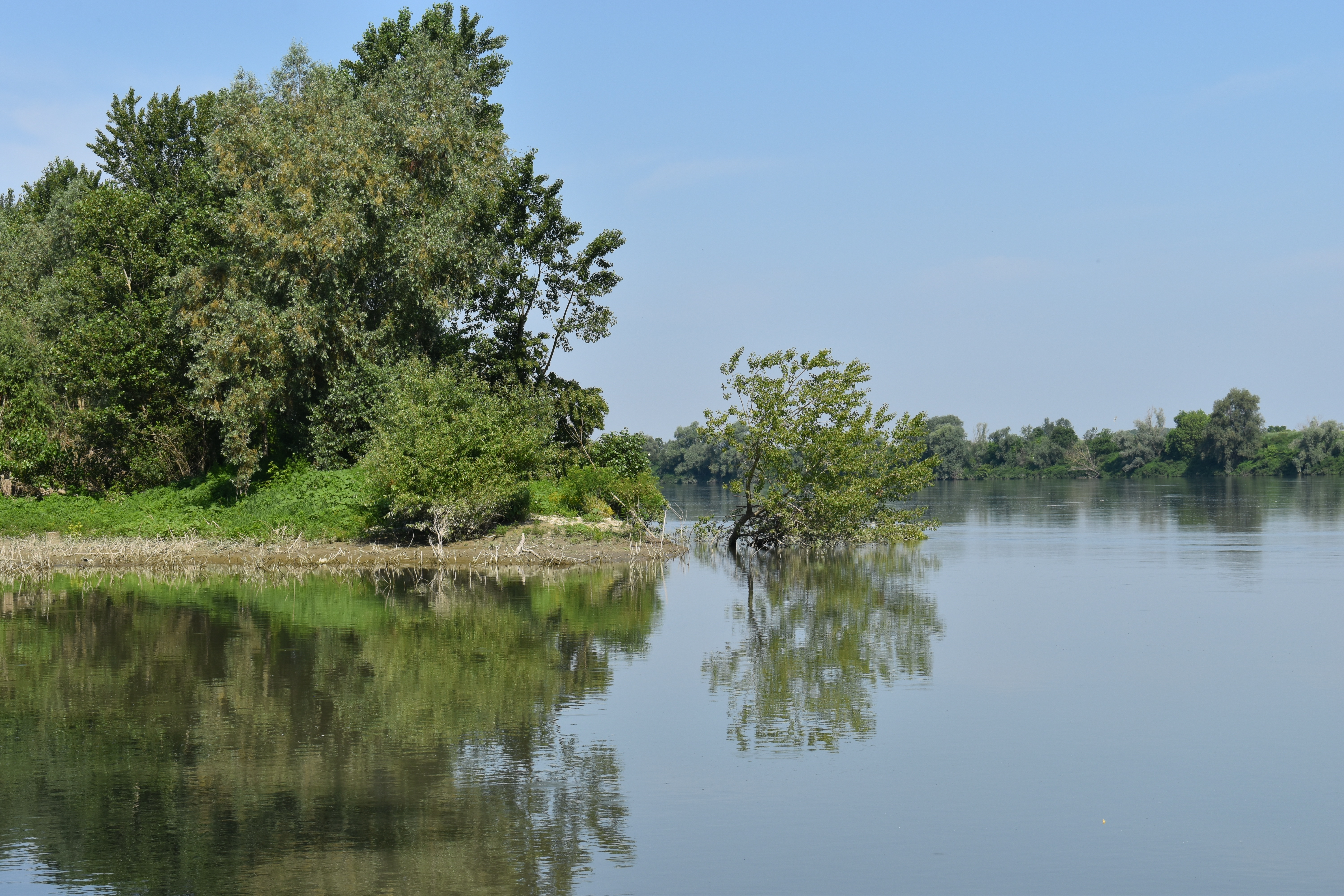
Le Pô dans la province de Ferrare en juin 2019.
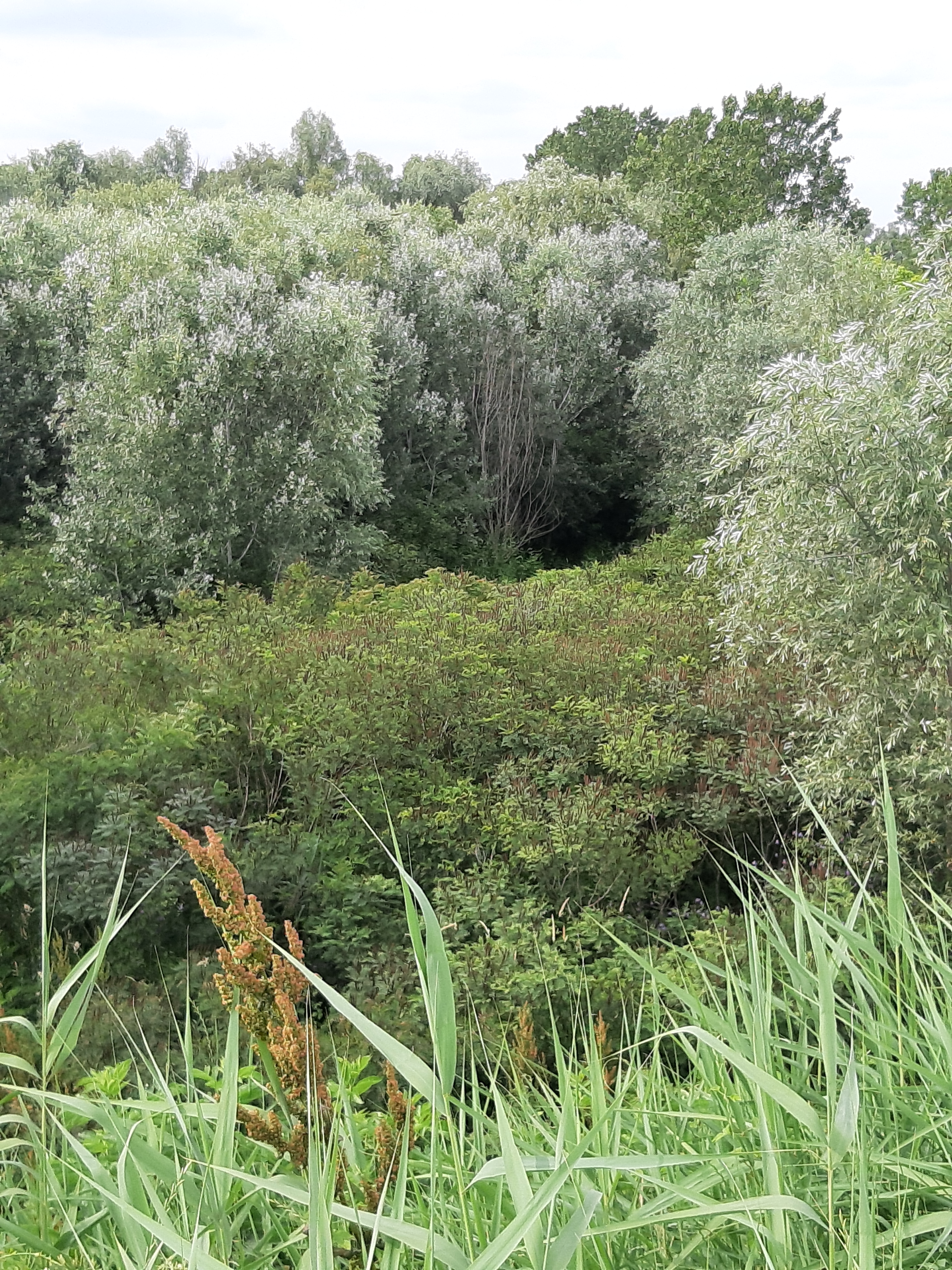
Printemps dans le delta du Pô en Émilie-Romagne en mai 2020.
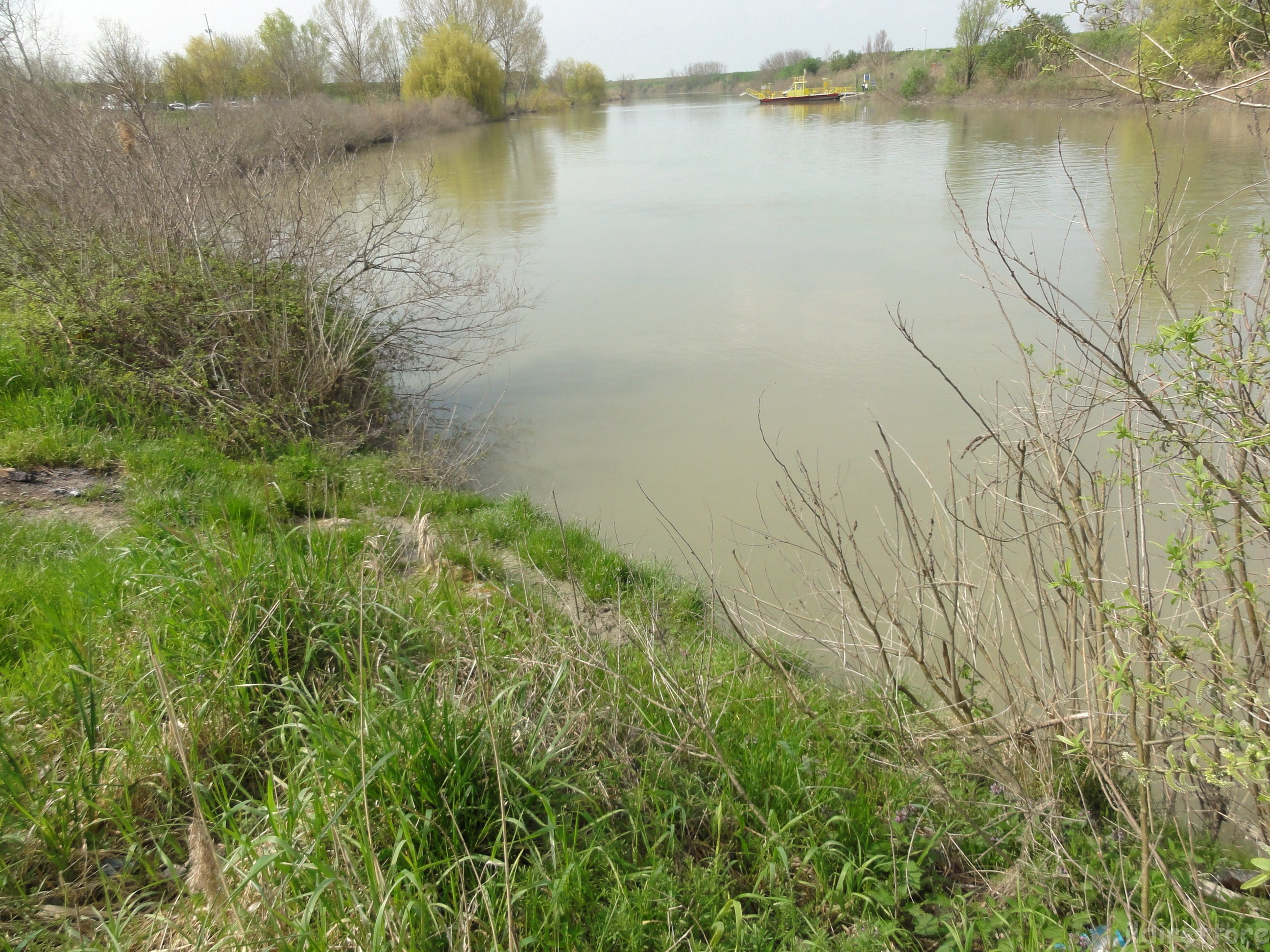
Le Reno dans la province de Ravenne en avril 2013.
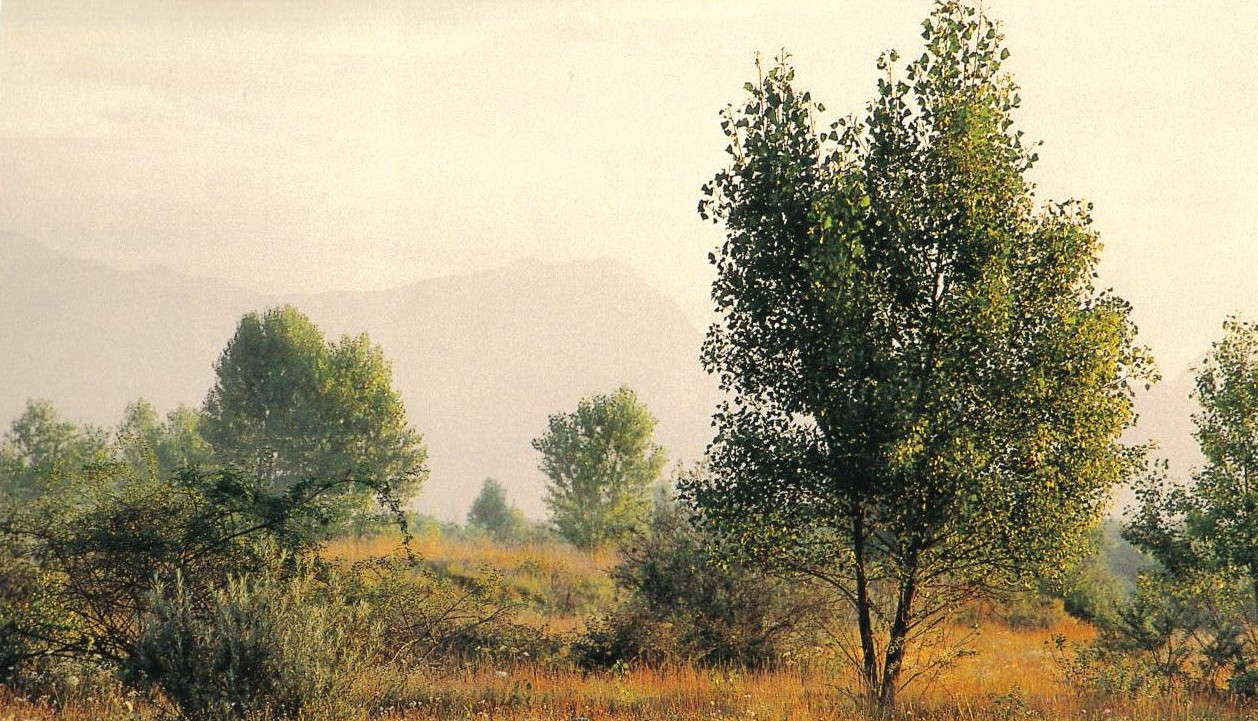
Paysage des Magredi (it) en Frioul-Vénétie julienne en 2004.

## Faune
Les zones humides du bassin du Pô abritent une population nombreuse d'oiseaux d'eau estimée autour de 20 000 individus dont des espèces rares comme le cormoran pygmée, qui n'a plus qu'une seule aire de nidification en Italie, et le fuligule nyroca. C'est la principale aire de nidification en Italie du héron crabier, du bihoreau gris et de l'aigrette garzette. On y rencontre aussi le martin-pêcheur d'Europe,  le blongios nain, la pie-grièche écorcheur, le busard Saint-Martin et le busard cendré, le râle d'eau, le Grèbe castagneux, le milan noir , ainsi que le héron cendré, le héron pourpré, le héron pique-bœufs et le butor étoilé. 
Parmi les mammifères, on trouve le putois et, dans la faune semi-aquatique, la loutre, devenue très rare en Italie et qui fait l'objet d'un programme de réintroduction dans le Tessin. Trois espèces envahissantes d'origine nord-américaine se répandent dans les rivières italiennes : le ragondin, bien implanté dans la vallée du Pô et qui cause des dégâts importants aux berges, à la végétation aquatique et aux récoltes, le rat musqué, arrivé par la Slovénie dans les années 1990, et le vison d'Amérique.
Dans le Tagliamento, on compte 30 espèces de poissons dont 6 endémiques à la région adriatique et 6 importées, parmi lesquelles l'ombre commun, la tanche, le grand brochet et deux espèces de lamproie. Plusieurs espèces envahissantes, d'introduction récente, mettent en danger l'écosystème comme les poissons Pseudorasbora parva et Silurus glanis.
Dans la zone de Palude Moretto (Talmassons, province d'Udine), on rencontre parmi les amphibiens Rana latastei, Triturus carnifex ; parmi les reptiles, la tortue cistude et la vipère aspic ; parmi les insectes, Lucanus cervus, Gasterocercus depressirostris, Curculionide saproxilico.

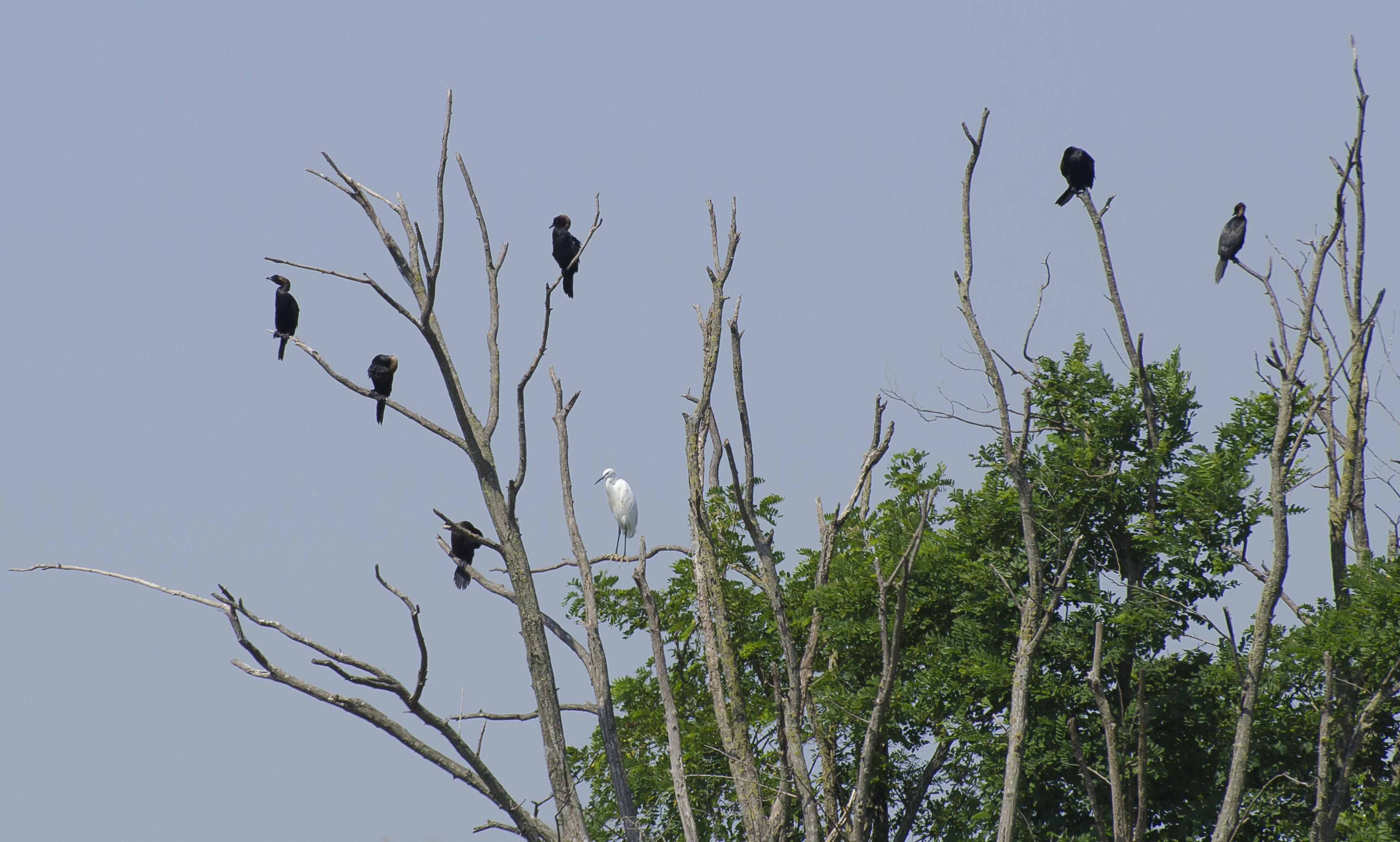
Cormorans pygmées et aigrette garzette sur la lagune de Venise en juin 2014.
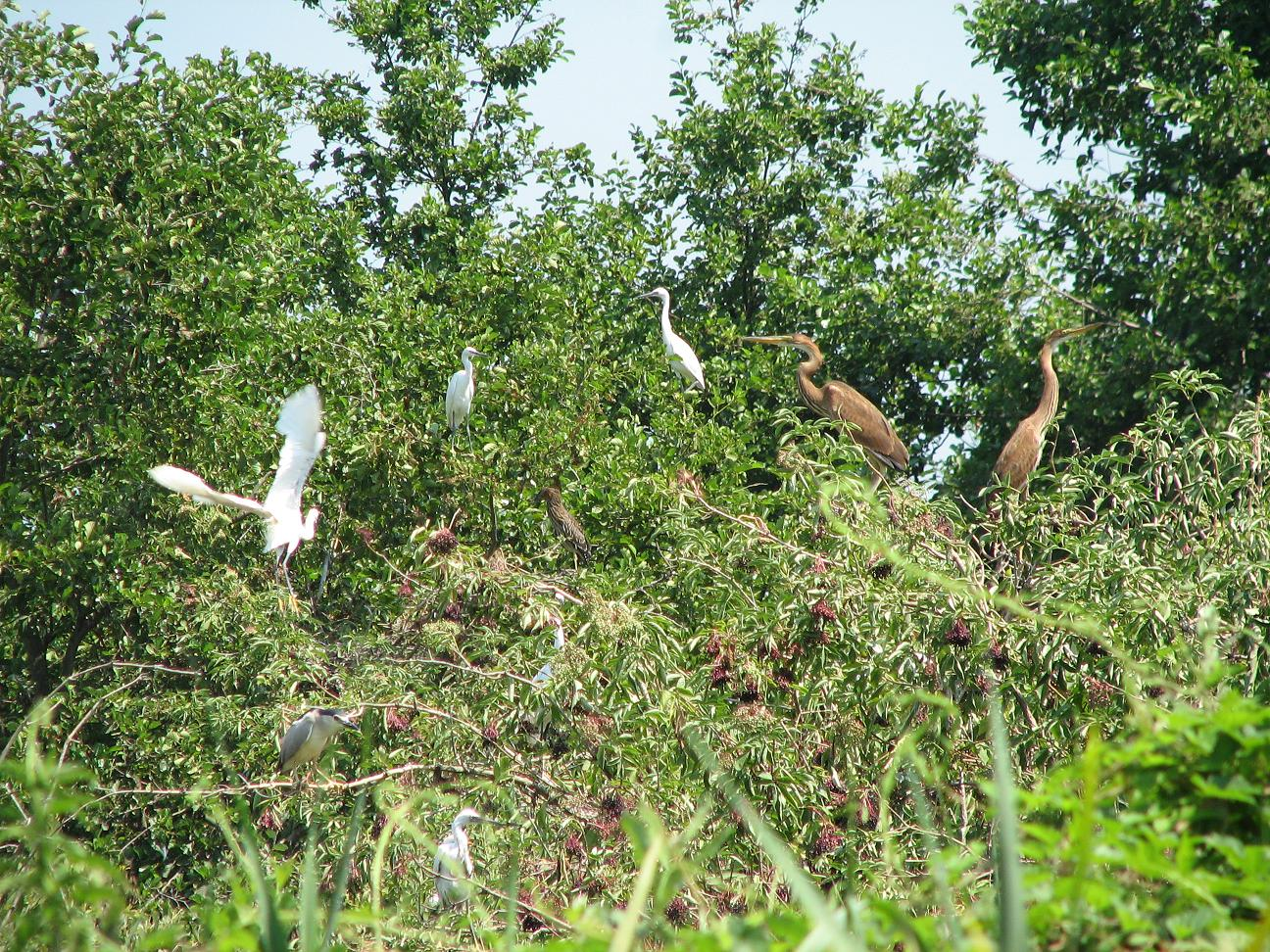
Aigrette garzette, héron pourpre et bihoreau gris à Valle Lomellina en juillet 2006.
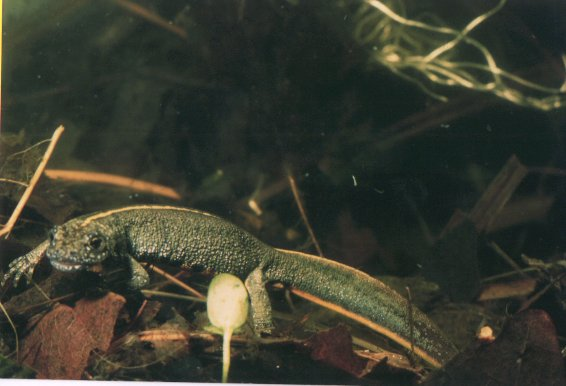
Triturus carnifex, province de Turin (?), avril 2006.

## Protection
Au cours du XXe siècle, le cours inférieur du Pô a été profondément altéré par l'industrie hydroélectrique, l'exploitation du gravier et celle du gaz naturel. En outre, le delta est menacé par l'élévation du niveau de la mer. Son écosystème est menacé par la pollution de l'air, des eaux et du sol, l'assèchement des zones humides, le prélèvement excessif sur les nappes phréatiques pour l'irrigation et autres usages humains. La chasse et le braconnage constituent aussi une menace pour la faune. L'Italie, voie de passage importante des oiseaux migrateurs, est le pays européen où le braconnage est le plus massif avec 6 millions d'oiseaux abattus chaque année ; les sanctions légales sont peu dissuasives.
Plusieurs aires humides du bassin du Pô sont des zones de protection spéciale au titre de la directive Oiseaux de 2009 : les rizières de Valle Lomellina, le Valle del Mezzano, la lagune de Venise, les Magredi (it) de Pordenone.

### Aires protégées
On recense 260 espèces endémiques dans les parcs naturels italiens ; cependant, cet endémisme est beaucoup plus marqué dans les sites d'altitude que dans ceux des régions basses du bassin du Pô (Stupinigi, Le Bine, Iseo, Palude Moretto, etc.) ; liste non exhaustive :
Piémont
- Parc naturel de Stupinigi
- Riserva naturale del Bosco del Vaj (it)
- Parco naturale delle Lame del Sesia (it)

Lombardie
- Parc naturel lombard de la vallée du Tessin
- Monumento naturale Altopiano di Cariadeghe (it)
- Riserva naturale Le Bine (it)
- Riserva naturale Bosco Fontana (it)
- Riserva naturale Isola Boschina (it)
- Riserva naturale Torbiere del Sebino (it) (Iseo)

Émilie-Romagne
- Parc régional du delta du Pô d'Émilie-Romagne
- Parco naturale regionale dei Boschi di Carrega (it)

Vénétie
- Parc régional du Delta du Pô

## Dans la fiction
Les poètes de l'Antiquité classique ont plusieurs fois évoqué le cygne de la région du Pô : selon Virgile, il était abondant sur les marais qui entourent sa ville natale de Mantoue où l'on entendait son chant mélodieux. Le cygne n'existe plus en Italie à l'état sauvage et le chant du cygne paraît avoir été considérablement embelli par la légende.

Images anciennes du bassin du Pô
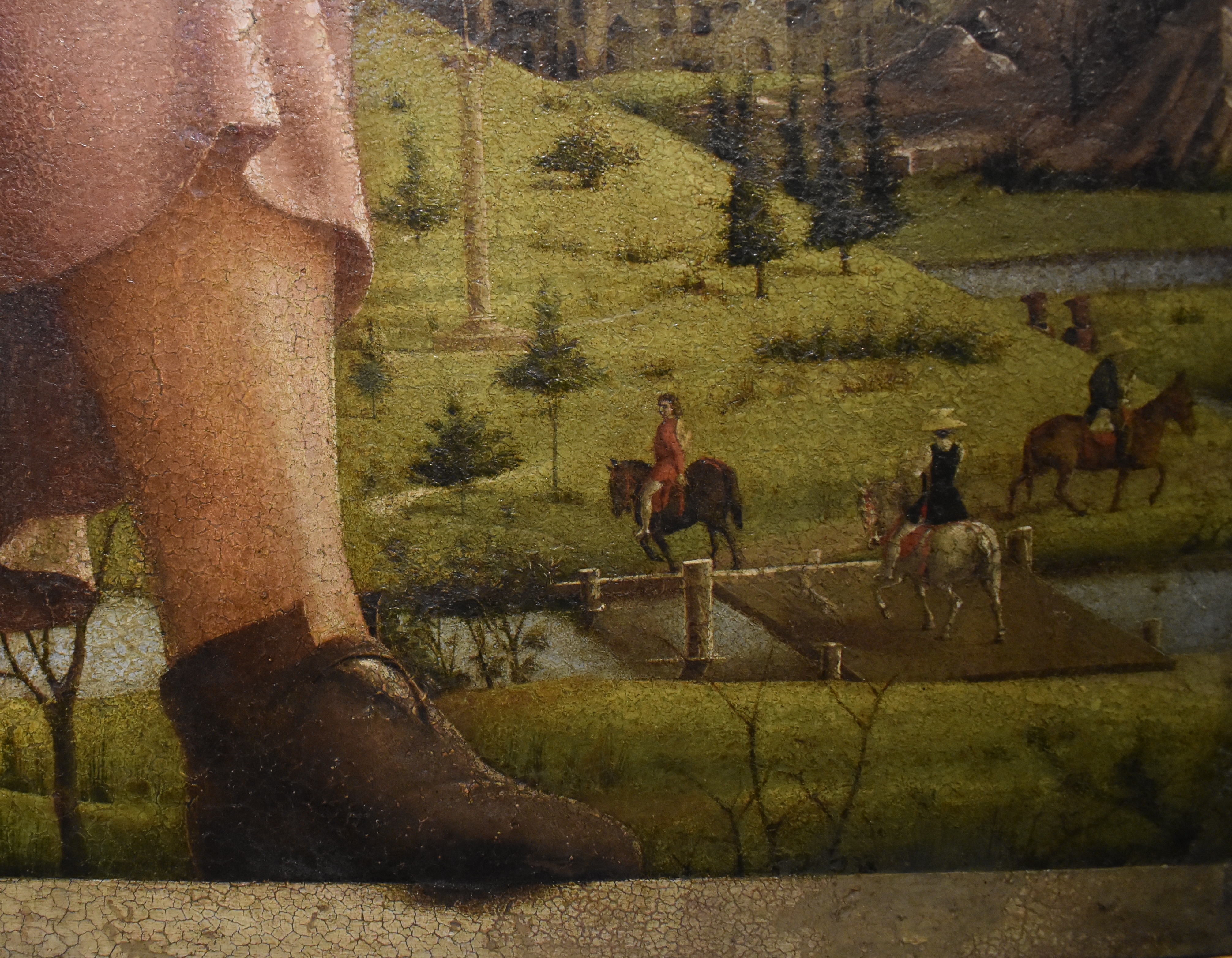
Polymnie (détail), peinture du palais de Lionel d'Este à Ferrare, v. 1440-1450.
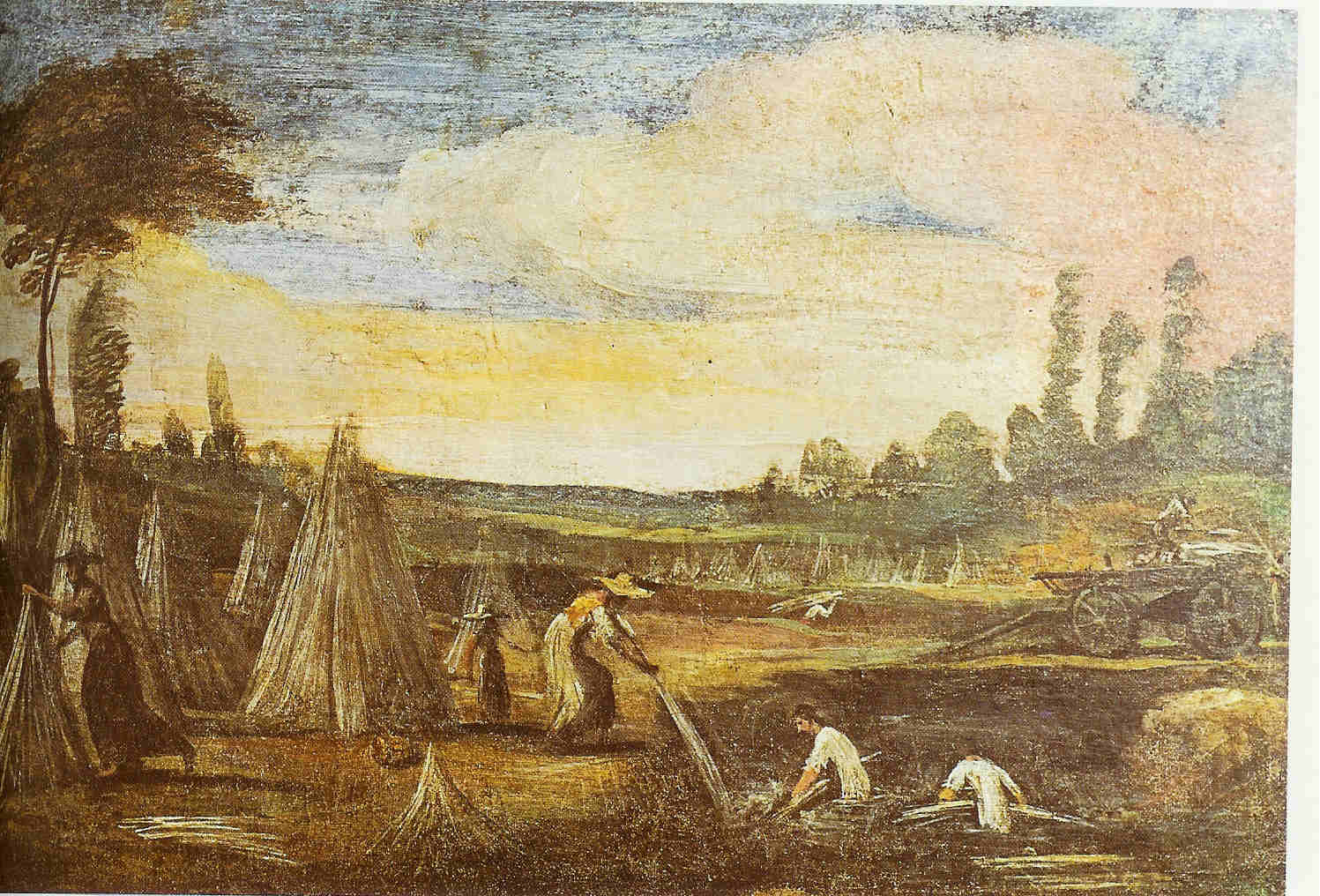
Récolte du chanvre dans le duché de Ferrare, peinture du Guerchin (1591-1666).
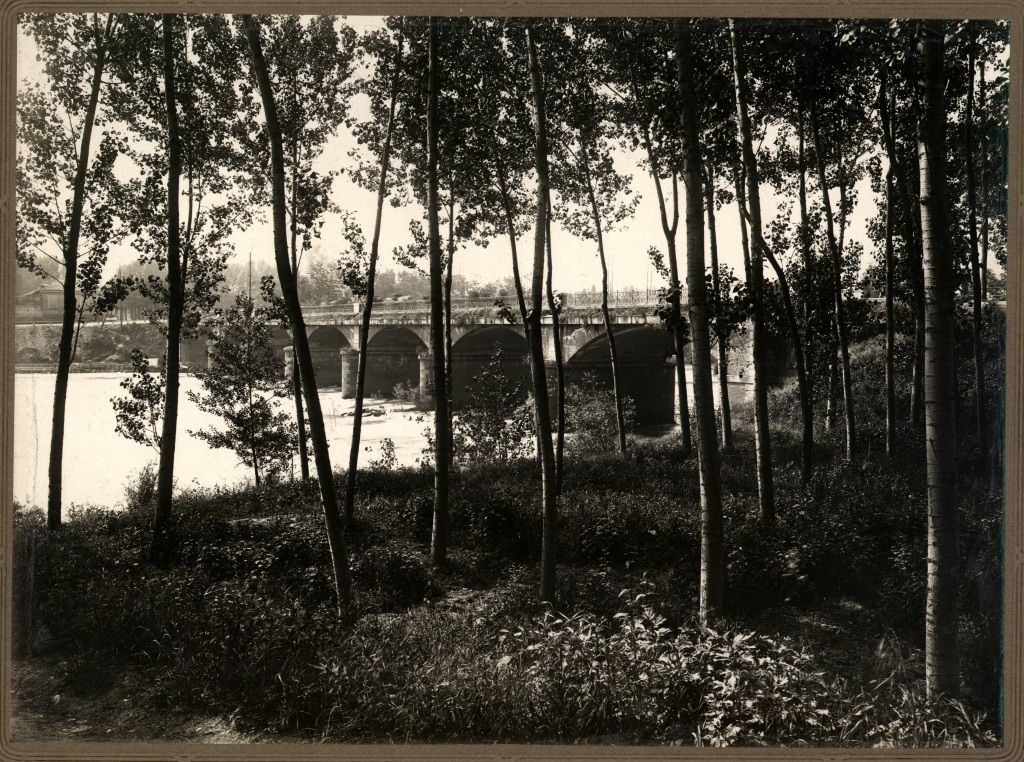
Forêt riparienne et pont sur le Pô à Moncalieri, province de Turin, photographiés en mai 1930.